# Valdenští

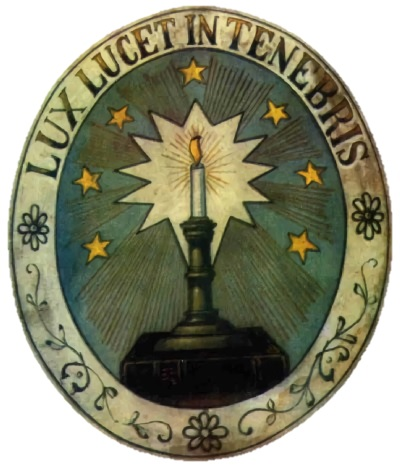
Znak valdenského hnutí s nápisem Lux lucet in tenebris

Valdenští (francouzsky vaudois) nebo valdenství bylo středověké náboženské hnutí směřující k reformě křesťanského života inspirované původně bohatým lyonským obchodníkem Petrem Valdesem. Franko-provensálská forma jeho jména není známa, byla rekonstruována jako Pierre Vaudès nebo de Vaux, italská forma Valdo, ale jinde i jako Waldo nebo Waldes. Jméno Petr mu bylo přiřazeno až pozdější tradicí, jeho skutečné osobní jméno známo není.

## Valdes z Lyonu

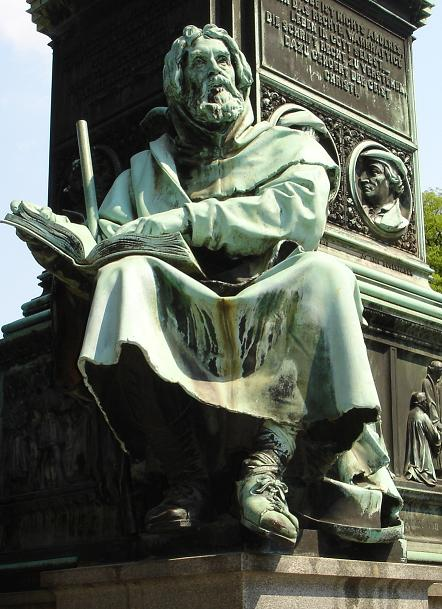
Socha Valdese z Lyonu (Worms, Německo)

Valdes z Lyonu žil ve druhé polovině 12. století. Prameny, týkající se jeho působení, se značně rozcházejí. Podle inkvizitora Bernarda Guie, a náznaků v dalších pramenech (Walter Map, Laonský anonym) se jednalo o bohatého lyonského měšťana, který se rozhodl vzdát svého majetku ve prospěch chudého, tak zvaného apoštolského života. Podle Guie si nechal přeložit části Písma svatého a spisy apoštolských otců do galštiny. Následně se svými přívrženci zahájil misijní činnost. Většina historiků, například Malcolm Lambert, z větší části přejímá zápis Bernarda Guie, s čímž však řada moderních badatelů nesouhlasí.

## Valdes a III. lateránský koncil
Třetí lateránský koncil se konal roku 1179 v Římě. Zdá se pravděpodobné, že Valdes se na tomto koncilu objevil. Pro sebe a své přívržence měl požadovat povolení ke kázání. Ohledně úspěšnosti požadavku se prameny rozcházejí. Mnich Walter Map popsal Valdese a jeho druhy pohrdavě jako „lidi hloupé a nevzdělané“, jimž ke kazatelské činnosti chybí všechny předpoklady. Zavržení Valdenských ale neuvádí. Podle dalších pramenů (Laonský anonym) získal Valdes od papeže Alexandra III. ústní schválení. Valdes každopádně kázal dál.

## Valdesovo vyznání víry
Dochovaný text Valdesova osvědčení víry z roku 1180 nebo 1181 hovoří proti tezi, že Valdes byl tou dobou znám jako „kacíř“. Vyznání totiž neobsahuje žádné explicitní zřeknutí se hereze, jak bylo obvyklé. Valdes naopak deklaruje rozhodnutí své a svých stoupenců pro život v chudobě.

## Valdenství a katarství
Valdenství se zprvu vyvíjelo v soutěži a v polemice s katarstvím. Valdenští odmítali katarský metafyzický dualismus. Někteří radikálnější valdenští přiznávali, opět na rozdíl od katarů, právo kázat i ženám. Valdenští se ze začátku s oficiální římsko-katolickou církví rozcházeli jen v otázce jejího světského majetku a postavení. Tito „Lyonští chudí“, jak také někdy bývají nazýváni, podle města, v němž začal svou náboženskou činnost Petr Valdes, vystupují v poslední čtvrtině 12. století především jako potulní kazatelé. Dohodou mezi papežem a císařem (ve Veroně roku 1184) byli zařazeni mezi kacíře (Bula Lucia III. Ad abolendam). Přesto ještě dalších dvacet let prokazovali na veřejných disputacích, pořádaných v některých městech a hradech Provence, svou zásadní pravověrnost. Brzy se stalo územně nejrozšířenější herezí evropského středověku.

## Lombardští a Záhorští chudí
Italskou větev tzv. Lyonských chudých (totožní s valdenskými) nazývá inkvizitor Raynerius Sacconi (r. 1250) „Lombardští chudí“. Tito, zvyklí na prostředí městských komun, dávali před pocestným kazatelstvím přednost usedlým, přísně organizovaným pracovním skupinám. Mezi nimi a Valdesem došlo roku 1205 k nedorozumění. U lombardských vyostřily napětí protiklerikální postoje některých z nich. Z řad konzervativních valdenských se naopak podařilo vytvořit dvě církvi oddaná řádová bratrstva katolických chudých.
Jako druhou frakci „Leonistů“ uvádí Sacconi tzv. „Záhorské chudé“.

## 13. a 14. století
Odmítání násilí a trestu smrti charakterizovalo valdenské ve 13. a 14. století, kdy se z původních oblastí toto hnutí rozšířilo také do zemí německých, polských, uherských a do českých. Jejich kazatelé plnili funkci cestujících zpovědníků a učitelů. Ve stanovených lhůtách navštěvovali pomocí rozvětvené sítě utajených útulků „přátele“ či „známé“, jejichž věrnost valdenským zásadám se po generace udržovala v rodinách a rodech.
Jako reakce na pronásledování ze strany římských církevních úřadů a výraz odstupu od oficiálních postojů katolické církve časem začalo odmítání projevů nadměrné úcty a uctívání světců, odmítání dalších dogmat, jako existence očistce, a nepodporovalo ani jiné postoje běžné v římskokatolické církvi, mezi jinými, odpor ke kanonickému právu, hierarchickým strukturám a farnostní soustavě. Na druhou stranu však rozvíjeli opatření zajišťující hnutí vlastnosti tajného spolku, coby snahy zabránit perzekucím ze strany světské moci i ze strany majoritní katolické společnosti. Naprosto zásadním faktorem pro další vývoj valdenství byla skutečnost, že hnutí jako celek po Valdesovi už nikdo neřídil.

## Valdenství v Čechách a na Moravě
V českých zemích bylo valdenství nejvíce zastoupeno v jižních Čechách, především pak na panství Jindřichohradeckém. Dostalo se sem prostřednictvím německé kolonizace z Bavorska a ze severního Rakouska a o průběhu šíření více pojednává Naučná stezka valdenské a české reformace. Lze předpokládat, že velká část valdenských věřících sem v podstatě prchla před problémy, které hnutí mělo v německy hovořících zemích. Ani v Čechách však nezůstali ušetřeni náboženské perzekuce a byli systematicky v několika vlnách pronásledováni, byť se hnutí šířilo převážně mezi německy hovořícím obyvatelstvem. Papež Benedikt XII. dokonce vydal na žádost pánu z Hradce dne 6. března 1340 bulu, ve které vyhlásil křížovou výpravu do Čech vedenou proti valdenským. V čele této neúspěšné výpravy stál Oldřich III. z Hradce.
Malé skupiny valdenských působily také v Praze, Hradci Králové a také ve Znojmě. Nepodložené tvrzení o tom, že Petr Valdo zemřel v Čechách vyvrátil už v roce 1933 český historik F. M. Bartoš. Přesto se lze s touto nepravdivou smyšlenkou (především v zahraniční literatuře) občas setkat dodnes. Lze předpokládat, že základem pro tento chybný údaj byla kacířská, resp. sektářská pověst Českého království před třicetiletou válkou.

## Vývoj v pozdním středověku a novověku
Od 14. do 15. století evropské valdenské zdecimovalo pronásledování v několika následných vlnách. Většinou byli donuceni uchýlit se do podzemí i v krajích, kde vytvořili ucelenější skupiny, jako např. v Pomořanech a v okolí Angermünde a Prenzlau a dále na východ od Štětína nebo na jihu v Dolním Rakousku. V kompaktním usídlení se trvale udrželi románští valdenští na stráních a v údolích Kottických Alp (na hranicích mezi Piemontem a Provencí). Zde vzklíčila dočasná praxe valdenských podomních kazatelů, tzv. Barbů. Počátkem třicátých let 16. století se valdenští přiklonili k ženevské reformaci, spolu s ní se zasloužili o francouzský překlad Bible z originálu (hebrejského a řeckého) známý jako Olivétanova bible, jež byla důležitým milníkem při kodifikaci spisovné francouzštiny. Proti jejich pronásledování v půli 17. století zasáhl Oliver Cromwell. Ačkoli si sami valdenští ani savojský vévoda Karel Emanuel II. nepřáli pokračování konfliktu, katolická Nová rada pro šíření víry a vymýcení kacířství (Concilium Novum de Propaganda Fide et Extirpandis Haereticis) napojená na inkvizici vyvolala na jaře 1655 sérii lokálních masakrů známou jako Piemontské Velikonoce. Pod jejím tlakem se proti valdenským postavil i vévoda Karel Emanuel a vyslal proti nim armádu. Valdenští pod vedením Joshuy Janavela zorganizovali obranu. Gerilový boj valdenských se savojskými vojsky trval až do roku 1663, kdy musel Janavel odejít do švýcarského exilu. Další násilnosti proti valdenským vypukly roku 1685 po zdrušení Nantského ediktu Ludvíkem XIV, řada lidí byla uvězněna a poslána na galeje nebo nucena odejít do Švýcarska. Roku 1689 zorganizovali valdenští protiútok a během tzv. Slavného návratu (aluze na soudobou Slavnou revoluci v Anglii) pronikli zpět do Piemontu a porazili vévodova vojska. Vévoda Viktor Amadeus II. současně vstoupil do devítileté války na straně protifrancouzské koalice, vedené Anglií a Nizozemím, což si vyžádalo změnu postoje vůči protestantům. Od té doby již valdenští v Piemotnu přímo pronásledování nebyli, oficiálně však bylo jejich vyznání povoleno až roku 1848. kdy vznikla Valdenská evangelická církev (Chiesa evangelica valdese), největší italská protestantská církev, k níž se hlásí asi 25 000 věřících. Dalších asi 50 000 lidí valdenského vyznání žije zejména v oblasti Platy (v Argentině a Uruguayi, celkem přes 13 000 věřících, původem zejména z „Valdenských údolí“ v Kottických Alpách), ve Švýcarsku (Evangelická církev italského jazyka) a dalších zemích.